# Chaudhuriidae
Chaudhuriidae son una familia de peces actinopterigios de agua dulce, del orden Synbranchiformes.

## Distribución y hábitat
Se distribuyen por ríos y lagos de Asia, en el noreste de la India, desde Tailandia hasta Corea, incluidas partes de Malasia y Borneo.

## Morfología
Como en el resto de su orden tienen el cuerpo alargado y sin aletas pélvicas. Esta familia tampoco tiene espinas en la aleta dorsal ni en la anal, ausente el apéndice rostral, cuerpo sin escamas, aproximadamente 8 cm de longitud máxima.

## Géneros y especies
Existen diez especies agrupadas en seis géneros:
- Género Bihunichthys Kottelat & Lim, 1994
  - Bihunichthys monopteroides Kottelat & Lim, 1994
- Género Chaudhuria Annandale, 1918
  - Chaudhuria caudata Annandale, 1918
  - Chaudhuria fusipinnis Kottelat & Britz, 2000
  - Chaudhuria ritvae Britz, 2010
- Género Chendol Kottelat & Lim, 1994
  - Chendol keelini Kottelat & Lim, 1994
  - Chendol lubricus Kottelat & Lim, 1994
- Género Garo Yazdani & Talwar, 1981
  - Garo khajuriai (Talwar, Yazdani & Kundu, 1977)
- Género Nagaichthys Kottelat & Lim, 1991
  - Nagaichthys filipes Kottelat & Lim, 1991
- Género Pillaia Yazdani, 1972
  - Pillaia indica Yazdani, 1972
  - Pillaia kachinica Kullander, Britz & Fang, 2000